# Al-Manszúr egyiptomi szultán
Al-Manszúr (1189 – 1216 után) egyiptomi szultán 1198-tól 1200-ig.
Az Ajjúbida-dinasztia alapítójának, Szaladinnak volt az az unokája. 1198-ban édesapját, al-Aziz Uszmánt követte a trónon annak halála után, mindössze tizenkét éves korában. Hamarosan küzdelem tört ki a különböző katonai csoportok között, hogy ki legyen a szultán atabég al-asakirje, azaz főparancsnoka, illetve a tényleges hatalmat gyakorló régens. Az egyik frakció Szaladin mamlúkjai, a Salahiyya volt, akik Szaladin bátyját, al-Ádilt tartották alkalmasnak és elég tapasztaltnak a szerepre. A másik frakció Szaladin nagybátyja, Asad ad-Din Shirkuh Asadiyya mamlúkjai al-Afdalt, Szaladin legidősebb fiát támogatták.
Al-Afdal előnyben volt, mivel Egyiptomban tartózkodott, míg al-Ádil Szíriában volt. Al-Afdalt ennek megfelelően az atabégnek nyilvánították. Háború tört ki közöttük, amiben al-Afdal megtámadta Damaszkuszt, de hamarosan elvesztette kezdeti előnyét, és 1200 februárjában al-Ádil behatolt Kairóba. Néhány napon belül al-Ádil eltávolította al-Manszúr nevét a pénteki ima khutbah nevű prédikációjából, és a sajátjára cserélte, ezzel megfosztva al-Manszúrt a tróntól. 
Al-Manszúrt trónfosztása után a szíriai Aleppóba száműzték. A nagybátyja, az-Zahir Gázi emír udvarában élt, aki 1216-ban az emírség trónörököseinek sorába helyezte, amennyiben a saját fiai az emír előtt halnának meg. Al-Manszúr további sorsa nem ismert.

## Fordítás
- Ez a szócikk részben vagy egészben  az   Al-Mansur Nasir al-Din Muhammad című angol Wikipédia-szócikk fordításán alapul.  Az eredeti cikk szerkesztőit annak laptörténete sorolja fel. Ez a jelzés csupán a megfogalmazás eredetét és a szerzői jogokat jelzi, nem szolgál a cikkben szereplő információk forrásmegjelöléseként.